# 小入野川
小入野川（こいりのがわ）は、福島県双葉郡大熊町を流れる河川であり、二級水系小入野川水系の本流である。

## 地理
大熊町東部の小入野地区を流域とする。地区西部を源流とした支流を集め地区内を東に横断し、小入野地区と南側の熊川地区の境界で太平洋に至る。

### 流域の自治体
福島県
- 双葉郡大熊町

## 災害
- 2011年3月11日 - 東北地方太平洋沖地震に伴う津波により河口部周辺に壊滅的な被害をもたらした。

## 主な橋梁
下流より記載
- 海渡橋（福島県道391号広野小高線）